# Юніс (Луїзіана)
Юніс (англ. Eunice) — місто (англ. city) в США, в округах Акадія і Сент-Ландрі штату Луїзіана. Населення — 9422 особи (2020).

## Географія
Юніс розташований за координатами 30°29′26″ пн. ш. 92°25′9″ зх. д. / 30.49056° пн. ш. 92.41917° зх. д. (30.490424, -92.419031).  За даними Бюро перепису населення США в 2010 році місто мало площу 13,29 км², уся площа — суходіл.

## Демографія
Згідно з переписом 2010 року, у місті мешкало 10 398 осіб у 4146 домогосподарствах у складі 2655 родин. Густота населення становила 783 особи/км².  Було 4578 помешкань (345/км²).
Расовий склад населення:
| - 64,1 % — білих - 32,6 % — чорних або афроамериканців - 0,6 % — азіатів - 0,3 % — корінних американців - 1,1 % — осіб інших рас |

До двох чи більше рас належало 1,3 %. Частка іспаномовних становила 2,3 % від усіх жителів.
За віковим діапазоном населення розподілялося таким чином: 26,4 % — особи молодші 18 років, 58,3 % — особи у віці 18—64 років, 15,3 % — особи у віці 65 років та старші. Медіана віку мешканця становила 34,7 року. На 100 осіб жіночої статі у місті припадало 83,6 чоловіків;  на 100 жінок у віці від 18 років та старших — 80,1 чоловіків також старших 18 років.
Середній дохід на одне домашнє господарство  становив 42 195 доларів США (медіана — 30 408), а середній дохід на одну сім'ю — 50 037 доларів (медіана — 38 378). Медіана доходів становила 33 102 долари для чоловіків та 21 797 доларів для жінок. За межею бідності перебувало 29,1 % осіб, у тому числі 40,3 % дітей у віці до 18 років та 16,3 % осіб у віці 65 років та старших.
Цивільне працевлаштоване населення становило 4103 особи. Основні галузі зайнятості: освіта, охорона здоров'я та соціальна допомога — 25,8 %, роздрібна торгівля — 14,9 %, будівництво — 9,0 %, мистецтво, розваги та відпочинок — 8,9 %.